# Споразумение Мирофило - Плака
Споразумение Мирофило – Плака или Плака – Мирофило е първото между оформилите се по време на ВСВ в Гърция два главни политически и военни лагера с претенции да поемат бъдещото управление на страната, а именно ЕАМ - ЕЛАС от една страна и ЕДЕС и ЕККА от друга.
Подписано е на 29 февруари 1944 г. след преговори в село Мирофило и край моста Плака, откъдето и името му.
До това историческо споразумение се стига, най-вече по причина че бъдещите десни сили в Гърция се съгласяват да обяват извън закона колаборационисткото правителство на Йоанис Ралис и Батальоните за сигурност.
Споразумението е последвано от конференция в Ливан на 17-20 май 1944 г. и от друго споразумение от Казерта, Италия от 25 септември 1944 г., както и от споразумение от Варкиза от 12 февруари 1945 г., преди окончателно да се възпламени гражданската война в Гърция.